# Lennart Roslund
Lennart Börje Roslund (Malmö, 15 de fevereiro de 1946) é um velejador sueco, medalhista olímpico. Ele competiu nos Jogos Olímpicos de Verão de 1972 na classe Soling e conquistou a medalha de prata, ao lado de Stig Wennerström, Stefan Krook e Bo Knape. Roslund também se tornou campeão europeu em Soling como membro da tripulação de Wennerström.